# Tallapalle
Tallapalle là một thị trấn thống kê (census town) của quận Adilabad thuộc bang Telangana, Ấn Độ.

## Nhân khẩu
Theo điều tra dân số năm 2001 của Ấn Độ, Tallapalle có dân số 10.937 người. Phái nam chiếm 52% tổng số dân và phái nữ chiếm 48%. Tallapalle có tỷ lệ 56% biết đọc biết viết, thấp hơn tỷ lệ trung bình toàn quốc là 59,5%: tỷ lệ cho phái nam là 63%, và tỷ lệ cho phái nữ là 47%. Tại Tallapalle, 11% dân số nhỏ hơn 6 tuổi.